# 1513
1513 (MDXIII) a fost un an comun al calendarului iulian, care a început într-o zi de sâmbătă.

## Arte, științe, literatură și filozofie
- Rafael pictează Madonna Sixtină, capodoperă a Renașterii italiene.

## Nașteri
- 24 septembrie: Caterina de Saxa-Lauenburg  (d. 1535)
- dată necunoscută: Antonio Herrezuelo avocat spaniol (d. 1559)
- dată necunoscută: Toma din Suceava pictor de biserici din secolul al XVI-lea (d. 1561)

## Decese
- 21 februarie: Papa Iulius al II-lea preot catolic francez (n. 1443)
- 20 februarie: Ioan al Danemarcei, Norvegiei și Suediei rege al Danemarcei (n. 1455)
- 11 decembrie: Pinturicchio pictor italian (n. 1454)
- dată necunoscută: Pahomie I al Constantinopolului patriarh al Constantinopolului (n. ?)